# Линдбург, Сара
Сара Линдбург (швед. Sara Lindborg; род. 30 ноября 1983, Фалун) — шведская лыжница, победительница этапов Кубка мира, призёрка чемпионата Швеции. Специализируется в дистанционных гонках.

## Карьера
В Кубке мира Линдбург дебютировала в 2004 году, в ноябре 2009 года одержала единственную победу на этапе Кубка мира, в эстафете. Кроме этого на сегодняшний момент имеет 3 попадания в тройку лучших на этапах Кубка мира, все так же в эстафетах, в личных гонках не поднималась выше 12-го места. Лучшим достижением Линдбург в общем итоговом зачёте Кубка мира является 64-е место в сезоне 2008/09.
За свою карьеру принимала участие в двух чемпионатах мира, лучший результат 16-е место в масс-старте на 30 км классическим стилем на чемпионате мира 2007 года.
Использует лыжи и ботинки производства фирмы Madshus.